# وارن لی مک‌کیب
پروفسور وارن لی مک کیب(به انگلیسی: Warren Lee McCabe) از استادان برجسته مهندسی شیمی است.وی دکتری خود را در رشته مهندسی شیمی در دانشگاه میشیگان آمریکا گذراند. مهمترین دستاورد وی ابداع روشی برای بررسی و محاسبات مربوط به طراحی برج تقطیر صنعتی بود که به نام روش مک کیب-تیل شناخته می شود.همچنین کتاب عملیات واحد در مهندسی شیمی که یکی از کتاب‌های مهم درسی در رشته مهندسی شیمی است توسط وی ، جولیان اسمیت و پیتر هریوت نوشته شده است.